# Nieuwe Groeve Sint-Joseph

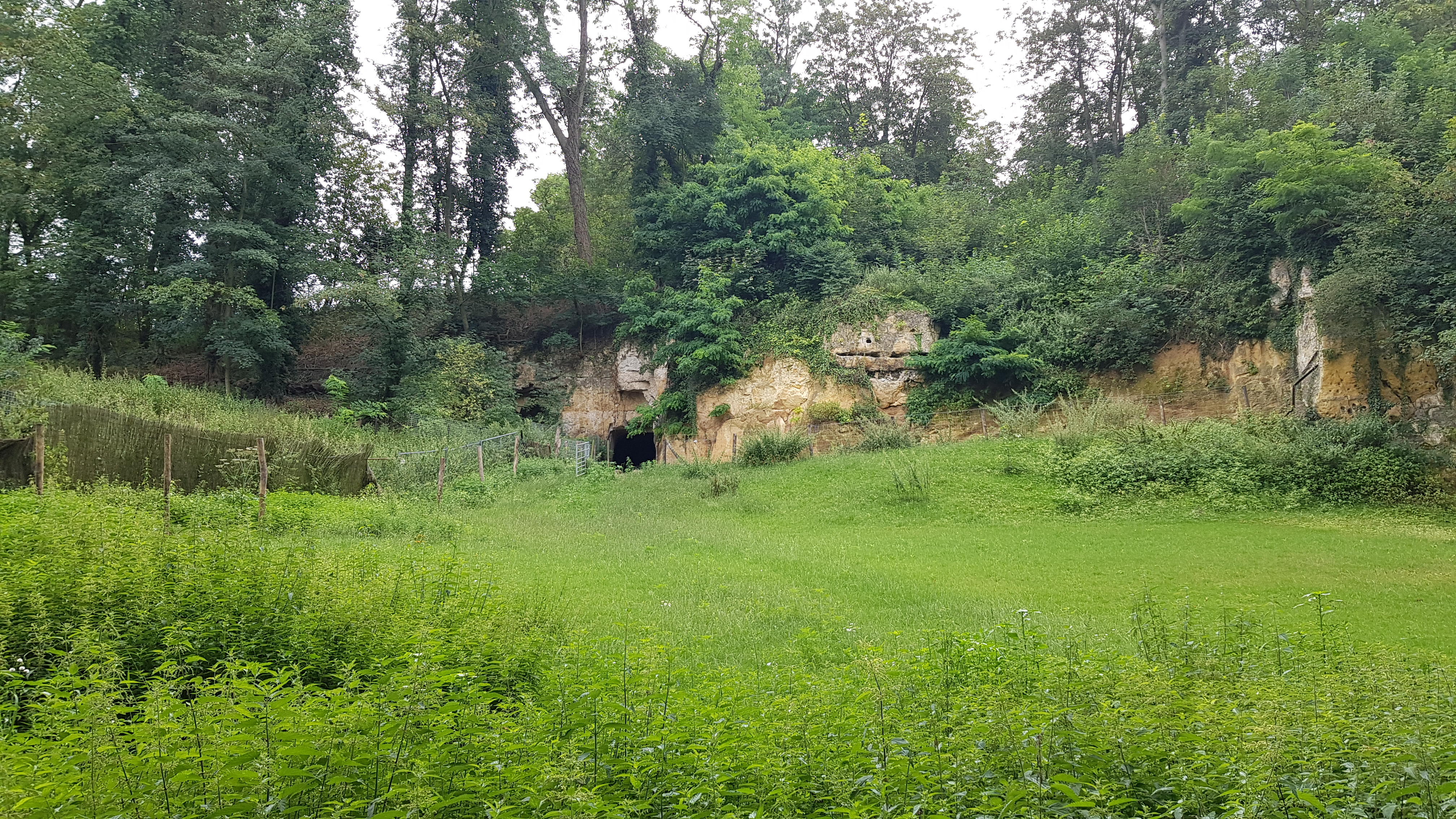

De Nieuwe Groeve Sint-Joseph, Nieuwe Sint Joep Groeve of Nieuwe Sint-Josephgroeve is een Limburgse mergelgroeve nabij de Pater Kustersweg in Cadier en Keer in de Nederlandse gemeente Eijsden-Margraten. De ondergrondse groeve ligt ter hoogte van het dierenparkje op het landgoed Heerdeberg in buurtschap Berg ten zuidwesten van de Rijksweg (N278), achter Huize Sint-Jozef.
Naar het oosten liggen de Scharnderberggroeve en Bakkersboschgroeve (overzijde Rijksweg) en naar het zuidwesten ligt de Heerderberggroeve. Direct ten noorden van de groeve ligt op ongeveer 20 meter de ingang van de Oude Groeve Sint-Joseph.
De groeve ligt aan de westelijke rand van het Plateau van Margraten in de overgang naar het Maasdal. Ter plaatse duikt het plateau een aantal meter steil naar beneden.

## Geschiedenis
In 1911 werd er een nieuwe groeve aangelegd vlak bij de Oude Groeve Sint-Joseph voor de ontginning van kalksteenblokken door blokbrekers voor onder andere de bouw van Huize Sint-Jozef. Ook werden de oudere in onbruik geraakte groeves Scharnderberggroeve en Heerderberggroeve weer in gebruik genomen voor onder andere Huize Sint-Jozef, Huize Sint-Gerlach, Koepelkerk en Sint-Lambertuskerk.
In de Tweede Wereldoorlog werd de groeve gebruikt als schuilkelder.
De groeve is ingericht als natuurreservaat voor vleermuizen.

## Groeve
De groeve is 200 meter bij 180 meter groot en staat in verbinding met een doline.